# التهاب الغشاء المخاطي
التهاب الغشاء المخاطي وهوالتهاب مؤلم وتقرحات في الأغشية المخاطية المبطنة للجهاز الهضمي، وعادة ما ينتج كأثر سلبي أو أحد مضاعفات العلاج الكيميائي أو الاشعاعي للسرطان. يمكن أن يحدث التهاب الغشاءالمخاطي في أي مكان على طول الجهاز الهضمي، الا ان التهاب الغشاء المخاطي الفموي يقصد به الالتهاب والتقرح الذي يحدث في الفم. التهاب الغشاء المخاطي الفموي مرض شائع وهو غالبا إحدى مضاعفات علاج السرطان.
يؤثر التهاب الغشاء المخاطي للفم والجهاز الهضمي تقريبا على جميع المرضى الذين يخضعون للعلاج الكيميائي بجرعة عالية وزرع الخلايا الجذعية المكونة للدم، 80٪ من المرضى الذين يعانون من الأورام الخبيثة في الرأس والرقبة يتلقون العلاج الإشعاعي، ومجموعة واسعة منهم يتلقون العلاج الكيميائي.التهاب الغشاء المخاطي للجهاز الهضمي يزيد معدل الوفيات والمراضة (عدد الاشخاص المصابين بامراض في مجتمع معين) ويسهم في ارتفاع تكاليف الرعاية الصحية.
في معظم حالات علاج السرطان، 5-15% من المرضى يصابون بالتهاب الغشاء المخاطي. لكن العلاج ب 5-فلورويوراسيل يزيد نسبة المصابين بالتهاب الغشاء المخاطي إلى 40% , بالإضافة إلى ان 10-15% يصابون بالتهاب الغشاء المخاطي من الدرجة الثالثة أو الرابعة. 20% من المرضى المصابين بالسرطان اللذين يتلقون العلاج بايرونيتيكان يصابون بالتهاب حاد في الغشاء المخاطي، حيث ان التهاب الغشاء المخاطي الفموي هو الأكثر شيوعا، خصوصا عند العلاج بملفان. الشخص المصاب بالتهاب الغشاء المخاطي من الدرجة الثالثة لا يمكنه تناول الطعام الصلب، اما الشخص المصاب بالتهاب الغشاء المخاطي من الدرجة الرابعة لا يمكنه حتى شرب السوائل.
العلاج الإشعاعي للرأس والرقبة أوالحوض أوالبطن عند أكثر من 50% من المرضى مرتبط بالتهاب الغشاءالمخاطي الفموي من الدرجة الثالثة أو التهاب الغشاء المخاطي المعوي من الدرجة الرابعة. مرضى الرأس والرقبة اللذين يتلقون العلاج الاشعاعي، قد يعانون من الم وانخفاض وظائف الفم لمدة طويلة بعد انتهاء العلاج الاشعاعي. جرعة الإشعاع المجزأة تزيد من خطر الإصابة بالتهاب الغشاءالمخاطي عند أكثر من 70٪ من المرضى في معظم التجارب. التهاب الغشاء المخاطي الفموي عادة ما يكون شديدا ويستمر طويلا عند المرضى اللذين قاموا بزراعة الخلايا الجذعية المكونة للدم لا سيما الذين تعرضو اللاشعاع لكامل الجسم.

## العلامات والأعراض
مرضى السرطان اللذين يخضعون للعلاج الكيميائي عادة ما تبدأ ألاعراض بالظهور من 4-5 أيام بعد بدء العلاج، وتبلغ الذروة تقريبا في اليوم 10، وبعد ذلك يحدث تحسن بطيء لبضعة أسابيع، التهاب الغشاء المخاطي المرتبط بالعلاج الإشعاعي عادة ما يظهر في نهاية الأسبوع الثاني من العلاج ويمكن أن يستمر لمدة ستة إلى ثمانية أسابيع.
نتيجة موت الخلايا عند العلاج الكيميائي أو الاشعاعي، بطانة الغشاء المخاطي للفم تصبح رقيقة، قد تنهار ومن ثم تصبح حمراء ملتهبة ومتقرحة.القرحات قد تغطى بطبقة بيضاء مصفرة من تخثر الفابرين تسمى بالغشاء الكاذب، عادة ما يظهر التهاب جلدي سطحي. القرحة قد تتراوح بين 0.5 سم إلى أكثر من 4 سم. التهاب الغشاء المخاطي الفموي قد يكون مؤلما بشدة. عادة ما ترتبط درجة الألم بدرجة تلف الأنسجة. غالبا ما يوصف الألم بشعور الحرق يرافقه احمرار. بسبب الألم، فإن المريض قد يعاني من اضطراب في التحدث، والأكل، أو حتى فتح الفم.
خللال ذوق، أو التغير في معرفة الطعم، هو أمر شائع، خصوصا بالنسبة لأولئك الذين يتلقون العلاج الإشعاعي لمنطقة الرقبة والفم. "عمى الطعم"، أو بمعنى اخر التغير في الشعور بالطعم، هي حالة مؤقتة تحدث نتيجة للتأثيرات على براعم الذوق التي يقع معظمها في اللسان. في بعض الأحيان، يحدث انتعاش جزئي فقط لحاسة الذوق.أكثر الشكاوى شيوعاً تحدث عند تذوق الطعام الحلو جدا أو المر جدا أو تكرر الطعم المعدني >

## الفيزيولوجيا المرضية
و يمكن تقسيم الفيزيولوجيا المرضية لالتهاب الغشاء المخاطي إلى 5 مراحل: وهم مرحلة البدء، مرحلة إعداد الرسالة، مرحلة الإشارات والتضخيم، ومرحلة التقرح، ومرحلة الشفاء. السيتوكينات المختلفة هي المسؤولة عن المراحل المتعددة. مرحلة البدء نتجت من الجذور الحرة الناجمة عن العلاج الكيميائي- أو الإشعاعي، التي تسبب ضرر لل DNA.هذا يسبب إنتاج عوامل النسخ الخلية مثلNF-kappa B , التي تقوم بترتب السيتوكينات الالتهابية، وتحدد بداية مرحلة التقرح. السيتوكينات الالتهابية الرئيسية المعنية هيIL-1 و TNF-alpha . خلال مرحلة الشفاء، تنجذب الخلايا الظهارية لموقع القرحة وتبدأ إعادة الاندمال بتشكل النسيج الظهاري للقرحة.

## التشخيص
ويستند التشخيص على الأعراض التي يعاني منها المريض، وظهور أنسجة الفم بعد العلاج الكيميائي وزرع نخاع العظام أو العلاج الإشعاعي. القروح الحمراء مثل الحروق أو القرح في جميع أنحاء الفم كافية لتشخيص التهاب الغشاء المخاطي.
شدة التهاب الغشاء المخاطي الفموي يمكن تقييمها باستخدام عدة أدوات مختلفة. اثنين من الأكثر شيوعا هي معايير منظمة الصحة العالمية عن طريق درجة سمية الفم، ومعايير المعهد الوطني للسرطان لدرجة سمية والتهاب الغشاء المخاطي للفم. في حين أن نظامNCI لديه قيم منفصلة للظهور (الحمامى (التهاب الجلد) والتقرح)و وظيفة الفم (القدرة على أكل المواد الصلبة، السوائل، أو لا شيء عن طريق الفم)، وتجمع منظمة الصحة العالمية بين كلا العناصر في درجة واحدة تبين شدة الحالة من 0 (أي لا التهاب في الغشاء المخاطي الفموي) إلى 4 (ابتلاع غير ممكن للمواد يحتاج خلاله المريض للتغذية التكميلية). وفي عام 1999 وجد مقياس اخر، وهو OMASالذي تبين انه قابل للتكرار بدرجة كبيرة بين المراقبين، ومدة الاستجابة مع مرور الوقت، وهو مقياس دقيقفي تسجيل الأعراض المصاحبة للالتهاب الغشاء المخاطي. يوفر OMAS تقييم موضوعي لالتهاب الغشاء المخاطي الفموي على أساس تقييم ظهور ومدى احمرار وتقرح المناطق المختلفة من الفم.

## العلاج
علاج التهاب الغشاء المخاطي علاج وقائي أو دعامي بشكل رئيسي. نظافة الفم هي الدعامة الأساسية في العلاج، ويتم تشجيع المرضى على تنظيف الفم كل أربع ساعات وعند النوم، وفي كثير من الأحيان إذا أصبح التهاب الغشاء المخاطي أسوء. الهلام الذائب في الماء يمكن استخدامه لتليين الفم. غسول الملح يمكنه تهدئة الألم وازالة جزيئات الطعام؛ وذلك لتجنب العدوى. ويتم تشجيع المرضى أيضا إلى شرب الكثير من السوائل، لا يقل عن ثلاثة لترات يومياً، وتجنب الكحول. الحمضيات، والكحول، والأطعمة الحارة تؤدي إلى تفاقم آفات التهاب الغشاءالمخاطي. ويمكن استخدام غسولات الفم الطبية مثل الكلورهيكسيدين جلوكونات وليدوكائين اللزج تخفيفا للألم. ومع ذلك، ينبغي توخي الحذر لأن الجرعات العالية من الليدوكائين اللزج قد يسبب آثار ضارة. ذكرت دراسة أن الليدوكائين اللزج لديه سمية محتملة. عندما تم اختباره على المرضى الذين يعانون من التهاب الغشاء المخاطي الفموي الذين خضعوا لعملية زرع نخاع العظم، وجد أن غسول الفم المحتوي على الليدوكائين ممتص فالجسم كله ووجد بنسبة عالية في البلازما.
باليفيرمين (Palifermin) وهو عامل نمو الخلايا الكيراتينية KGF تبين ان له القدرة على تحفيز تكاثر وتمايز وهجرة الخلايا الظهارية. تم الإبلاغ عن العلاجات التجريبية، بما في ذلك استخدام السيتوكينات والمعدلات الأخرى من الالتهاب (على سبيل المثال،IL-1،IL-11،TGF-beta3)، ومكملات الأحماض الأمينية (على سبيل المثال، الجلوتامين)، والفيتامينات، والعوامل المحفزة للمستعمرة، العلاج بالتبريد، والعلاج بالليزر.تخفيف أعراض آلام التهاب الغشاء المخاطي الفموي يمكن تقديمه من قبل اشخاص يسمون وكلاء حماية الحاجز مثل المنتجات الهلامية الشفوية المركزة على سبيل المثال (Gelclair). (Caphosol) هو مادة تقومبتشطيف الفم والذي وجد لعلاج ومنع التهاب الغشاء المخاطي الفموي الناجم عن الإشعاع والعلاج الكيميائي العالي الجرعة. (MuGard) وهو دواء موافق عليه من قبل إدارة الأغذية والأدوية الذي يقوم بحماية الفم عن طريق لصق الطبقة المخاطية في الفم، تم تصنيعه من قبل شركات صيدلانية، الذي يقوم بتشكيل طلاء هيدروجيل واقي فوق الغشاء المخاطي للفم اثناء خضوع المريض لعلاج كيميائي و / أو علاج الإشعاعي للرأس والرقبة. . بالإضافة إلى ذلك، تم اختبار فعالية MuGard للوقاية أو العلاج من التهاب الغشاء المخاطي من قبل الاشخاص المتوقع حدوثه معهم، التجارب السريرية العشوائية أوضحت أن 43٪ من المرضى بسرطان الرأس والعنق اللذين يستخدمونMuGard بشكل وقائي لم يصابوا بالتهاب الغشاء المخاطي الفموي . NeutraSal وهو دواء موافق عليه من قبل إدارة الأغذية والأدوية وهو عبارة عن غسول للفم يحتوي على فوسفات الكالسيوم يقوم بمنع والحد من شدة التهاب الغشاء المخاطي الفموي الناجم عن الإشعاع والعلاج الكيميائي بجرعة عالية . اثناء تجربته 56% من مرضى العلاج الإشعاعي لم يصابوا بأي التهاب في الغشاءالمخاطي، وهو أقل بكثير من المعدلات التاريخية. وقد قامت مايو كلينيك باختبار دوكسيبين المضاد للاكتئاب في الفم للمساعدة على علاج الاعراض .
في عام 2011، قامت إدارة الأغذية والأدوية بالموافقة على دواء episil وهو سائل يأخذ عن طريق الفم لإدارة وتخفيف الألم من الآفات الفموية التي تحدث من مختلف المسببات، بما في ذلك التهاب الغشاء المخاطي الفموي أو التهابات المعدة التي قد تكون ناجمة عن العلاج الكيميائي أو العلاج الإشعاعي . آلية عمل episil تقوم على بناء غشاء دهني يرتبط ميكانيكيا بتجويف الغشاء المخاطي للفم بهدف تغليف وتهدئة الالتهابات والتقرحات، وتبطين الآفات المؤلمة. تم إجراء دراسة عشوائية في مراكز متعددة باستخدام جرعة واحدة من الدواء على 38 شخص يتلقون العلاج الاشعاعي لسرطان الراس والرقبة ومصابين أيضا بالتهاب الغشاء المخاطي الفموي، وكانت النتائج ان استخدام epsil يساعد بشكل سريع على تخفيف الالام لمدة تصل إلى 8 ساعات . يتم تسويق episil السائل عن طريق الفم في الولايات المتحدة من قبل شركة Cangene .
في دراسة تجريبية عشوائية عام 2012 تضمن الأطفال المرضى، تبين أن الاستخدام الموضعي للعسل لتقليل وقت الانتعاش مقارنة باستخدام جل بنزوكاينمن الدرجة 2 و 3 لعلاج التهاب الغشاء المخاطي الناجم عن العلاج الكيماوي وكان استخدام العسل ذو فائدة كبيرة احصائيا . في التهاب الغشاء المخاطي الفموي من الدرجة الثالثة، كان استخدام العسل فعالا على شكل خليط من العسل وزيت الزيتون والدنج، في حين تم العثور على ان كلا العلاجين يقللون من وقت الانتعاش مقارنة باستخدام البنزوكاين .

## المضاعفات
الالتهابات أو التقرحات يمكن أن تصاب بفيروس أو بكتيريا أو فطريات . الألم وفقد حاسة الذوق يجعل تناول الطعام أكثر صعوبة، الأمر الذي يؤدي إلى فقدان الوزن . القرحة قد تكون بمثابة موقع لعدوى محلية وبوابة لدخول البكتيريا النافعة الموجودة بالفم التي في بعض الحالات قد تسبب تسمم الدم (خاصة في المرضى الذين يعانون كبت المناعة). مايقارب نصف جميع المرضى الذين يتلقون العلاج الكيميائي يصابون بالتهاب الغشاء المخاطي الفموي الحاد الذي يصبح معتمد على الجرعة، حيث ان علاج السرطان يجب ان يتم تعديله .